# ورخنی اوبکیماخی
ورخنی اوبکیماخی (به لاتین: Verkhny Ubekimakhi) یک منطقهٔ مسکونی در روسیه است که در شهرستان لواشینسکی واقع شده‌است.